# عجمي السعدون
عجمي المنصور (1883م - 1960م)، زعيم عراقي،، رئيس عشائر إمارة المنتفق حين كانت تابعة للدولة العثمانية. قال تحسين علي "كان أحد الأمراء المسيطرين على لواء المنتفق وباديته مخلصاً للدولة العثمانية كلّ الإخلاص"، شارك عجمي مع العثمانيين في مقاومة الغزو الإنكليزي فمنحته الدولة العثمانية رتبة ميرميران، ومعناها أمير الأمراء.

## حياته
ولد عجمي في الحويزة بعد نفي أسرته إلى هناك بعد فشل تمرد منصور السعدون 1880-1881، وتسمية إعجمي رمز على الجلاء إلى بلاد العجم، حيث ولد هناك سنة 1883م. وعجمي باشا هو ابن سعدون بن منصور بن راشد السعدون، كان لأسرته زعامة إمارة المنتفق ومشيخة عشائرها. نشأ عجمي السعدون عونا لأبيه وفيه شجاعة وله أخبار وحروب مع قبائل الظّفير وعنزة ومطير. تزوج من إحدة بنات أمير حائل، وكان يقيم في مكان يسمى الغبيشية بقرب البصرة، وامانع على الحكومة العثمانية مدة. لخصومة بينه وبين السيد طالب النقيب، فاسترضاه والي بغداد (جاويد باشا) قُبيل الحرب العالمية الأولى. فلما نشبت الحرب خاض غمارها مع الحكومة، وقاتل الإنجليز، وثبت في مواقف عصيبة إلى أن سقطت بغداد، فرحل إلى بعض قبائل عنزة، وهاجمته قوة إنجليزية فتغلب عليها، وأوغل في البر فنزل معهم إلى أواخر الحرب (سنة 1918م) فمنحوه مزارع في بلدة «كرموس» من ملحقات أورفة، فأقام فيها 
عندما قامت الحرب العالمية الأولى قاتل السعدون الإنجليز بقيادة عجمي باشا مع جيوش الدولة العثمانية، وقبل شهر تشرين الثاني سنة 1917 كان عجيمي السعدون يتحكم بالصحراء غربي الفرات فيما بين جانب لواء المنتفق وجانب إمارة ابن رشيد، ولكن الجيوش الإنجليزية كانت أقوى. فبدأت القوات العثمانية بالتقهقر. ظل عجمي باشا معهم يقاتل حتى سقوط بغداد بيد القوات الإنجليزية الغازية.
عند ذاك ارتحل عجمي باشا نحو عشائر عنزة وكاتبهم يستأذنهم بالمرور على أراضيهم ليتجه نحو الشمال عله يجتمع بالعثمانيين. فامتنع (فهد بن عبد المحسن الهذال) رئيس عنزة جمعاء من قبول المرور على أراضي عنزة قاطبة. وأما ابن عمه (فهد ابن دغيم الهذال) فأذن لعجمي باشا بالمجيء إلى أراضيه والمرور عليها. وأرسل له خطابا بذلك قال فيه: «إننا نترك العداوة القديمة التي بيننا لوقت آخر، وأما اليوم فإنه يجب علينا أن نتفق مع إخواننا المسلمين في الجهاد ضد الأعداء».

علم إمارة المنتفق مابين 1530 م - 1918 م.

ارتحل عجمي باشا نحو أراضي عنزة حتى خيم بجوار الشيخ فهد بن دغيم الهذال. فغاظ ذلك الأمر فهدًا بن عبد المحسن وأرسل إلى قائد جيش الاحتلال الإنجليزي يطلب منه قوة ليمشي بها على عجمي باشا فلبى طلبه ووجه إليه فرقة من الجنود الإنجليزية تحت قيادة الكولونيل لجمن ولما بلغ عجمي باشا خبر زحف الجنود الإنجليزية نحوه بادر في تضغين عائلته وأثقاله ووجههم إلى ماء يبعد عن موضعه بأربعة مراحل، واستعد هو في محله إلى لقاء الأعداء فهاجمته الجنود الإنجليزية في ثاني يوم وجرت بينهما معركة عنيفة دامت بضع ساعات وكان النصر فيها حليف عجمي باشا. ثم أتاه مساءً نبأ بأن غالب قبائل عنزة تريد الانضمام مع الجنود الإنجليزية ضده فخشي من البقاء في مكانه خوفا من الهزيمة فيما لو وقعت معركة أخرى. فأدلج في تلك الليلة قاصدًا أهله حتى نزل على عائلته سالمًا. ثم ضغن بهم متباعدًا عن أراضي عنزة إلى أن خيم في أراضي شمر. وهناك أبقى عائلته وأثقاله مع قسم من رجاله وخدمه يرأسهم أخوه سعود بيك وذهب في خاصته مع بعض خدمه نحو العثمانيين حتى أدركهم والتحق بهم وظل معهم يسير بسيرهم ويتحرك حسب إرادتهم. فلما تأكد لديهم صدقه وصداقته لهم أكرموه إكرامًا جزيلًا وعزوه إعزازًا عظيمًا ثم منحوه في سنة 1918م بلدة كرموش بملحقاتها يستغل حاصلات زراعتها لنفسه.

### أبناؤه
لعجمي باشا خمسة أبناء وإبنة واحدة هم:
1. مطشر
2. نجم
3. أسعد
4. عيسى
5. عباس
6. وابنة واحدة.

### وفاته
توفي عجمي باشا قي أنقرة عاصمة تركيا يوم 29 أكتوبر/تشرين الأول من عام 1960م، ودفن بها.

## أسرة الشبيبي
هي الأسرة الحاكمة في إمارة المنتفق من عام 1530 م وإلى عام 1918 م، وهي أسرة المشيخة تاريخيا في اتحاد قبائل المنتفق (أكبر اتحاد للقبائل والعشائر مختلفة الأصول شهده العراق تحت مشيخة شيخ مشائخ فعلي) وهو الاتحاد القبلي الضخم الممتد من شمال وشمال شرق الجزيرة العربية وإلى وسط العراق والذي كان يشكل جزءا هاما من مملكة المنتفق، وأسرة ثويني الشبيبي هي أسرة المشيخة في قبائل المنتفق حاليا، وكانت أسرة آل السعدون على المذهب المالكي.

## النسب

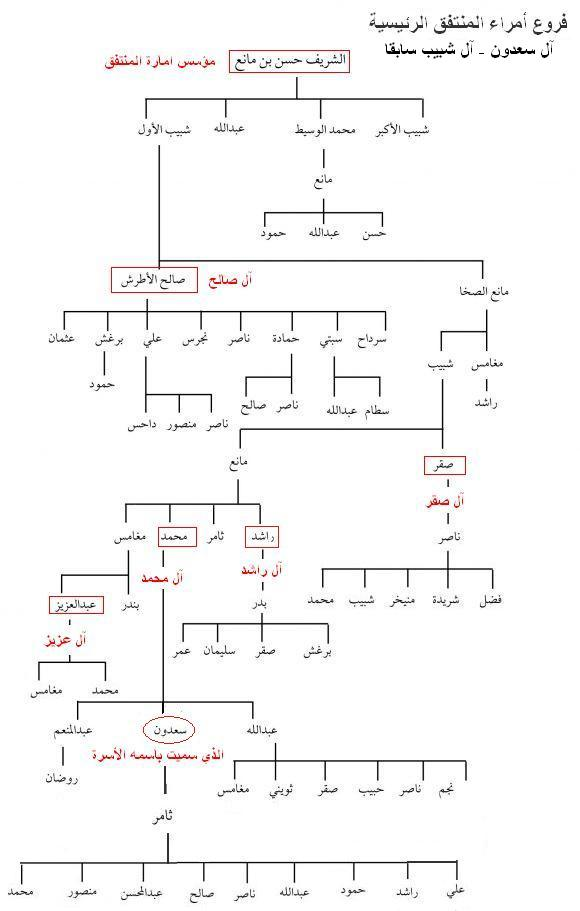
فروع أسرة آل سعدون الرئيسية - أمراء المنتفق.

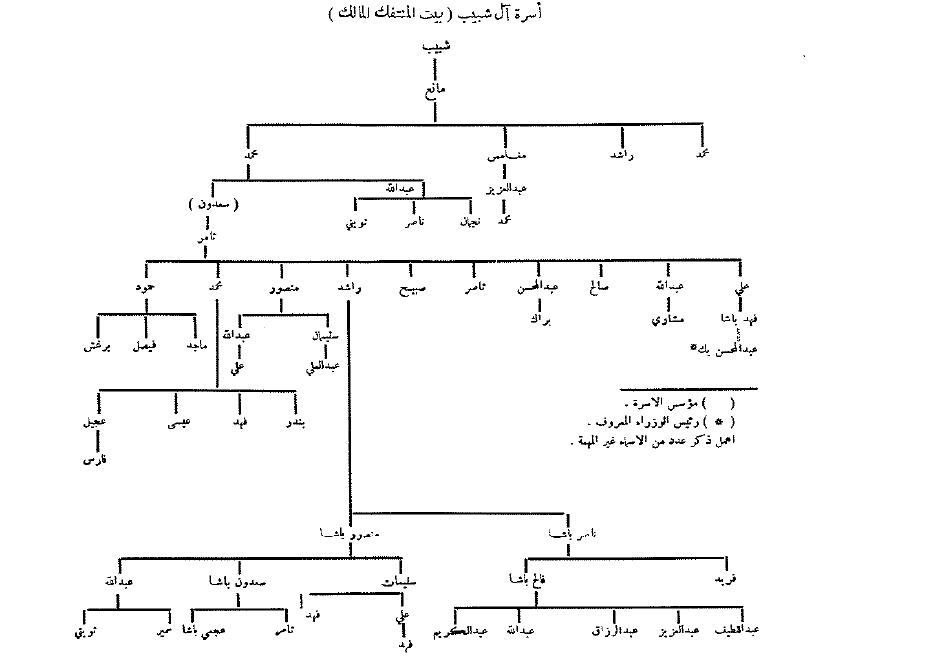
أسرة السعدون - كتاب أربعة قرون من تاريخ العراق الحديث - المؤرخ الأنجليزي ستيفن هيمسلي لونكريك.

حفيد الأمير الشريف ثويني بن عبد الله بن محمد بن مانع الشبيبي من فرع آل محمد من أسرة الشبيبي، يذكر المؤرخ العثماني الشيخ عثمان بن سند الوائلي البصري - المعاصر له - ترجمة للأمير الشريف ثويني بن عبد الله الشبيبي، وذلك عند حديثه عن نسب الأمير ثويني بن عبد الله الشبيبي ومشيخته لاتحاد قبائل المنتفق (أكبر اتحاد للقبائل والعشائر مختلفة الأصول شهده العراق تحت مشيخة شيخ مشائخ فعلي)، في كتابه مطالع السعود بطيب أخبار الوالي داود، القسم المقتطع من خزانة التواريخ النجدية، مختصر الشيخ أمين الحلواني، ص: 280 (((وثويني هذا هو ابن عبد الله بن محمد بن مانع القرشي الهاشمي العلوي الشبيبي تولى مشيخة المنتفق كما تولاها أبوه وجده أجواد العرب وشجعانها))) ، حيث عرف المؤرخ تسلسل نسبه بــ القرشي (نسبة لقبيلة قريش) والهاشمي (نسبه لبني هاشم) والعلوي (نسبه لعلي بن أبي طالب والذي يعرف نسله بالأشراف) والشبيبي (نسبه إلى أسرته آل شبيب والتي ما زالت تعرف بـ الشبيبي، وهي الأسرة الحاكمة في نصف العراق الأسفل - مملكة المنتفق)، والأمير ثويني بن عبد الله الشبيبي المذكور هو ابن أخ الأمير سعدون بن محمد بن مانع الشبيبي الذي إستقلت (ذريته / فخيذته) باسمه لاحقا بعد زوال مملكة المنتفق وانتهاء حكم أسرة الشبيبي، وهذه سلسلة نسب الأمير ثويني بن عبد الله الشبيبي:
الأمير ثويني (حاكم مملكة المنتفق وشيخ مشايخ قبائلها) بن الأمير عبد الله (حاكم مملكة المنتفق وشيخ مشايخ قبائلها) بن الأمير محمد (حاكم مملكة المنتفق وشيخ مشايخ قبائلها) بن الأمير مانع الثاني (حاكم مملكة المنتفق وشيخ مشايخ قبائلها) بن الأمير شبيب الثاني (حاكم مملكة المنتفق وشيخ مشايخ قبائلها) بن الأمير مانع الأول (حاكم مملكة المنتفق وشيخ مشايخ قبائلها) بن الأمير شبيب الأول (حاكم مملكة المنتفق وشيخ مشايخ قبائلها) بن الشريف حسن (مؤسس اتحاد قبائل المنتفق ومملكة المنتفق) بن الشريف مانع بن مالك بن سعدون بن إبراهيم (أحمر العينين) بن الأمير كبش (أمير المدينة المنورة) بن الأمير منصور (أمير المدينة المنورة) بن الأمير جماز (أمير المدينة المنورة + أمير مكة المكرمة 687هـ + أول من سك عمله باسمه في مكة من أمراء المدينة المنورة) بن الأمير شيحة (أمير المدينة المنورة+أمير مكة المكرمة عام 637هـ) بن الأمير هاشم (أمير المدينة المنورة) بن الأمير قاسم (أبو فليته) (أمير المدينة المنورة+ أمير مكة عام 571هـ) بن الأمير مهنا الاعرج (أمير المدينة المنورة) بن الأمير الحسين (شهاب الدين) (أمير المدينة المنورة) بن الأمير مهنا الأكبر (أبو عمارة) (أمير المدينة المنورة) بن الأمير داود (أبو هاشم) (أمير المدينة المنورة) بن الأمير القاسم (أمير المدينة المنورة) بن الأمير عبيد الله (أمير المدينة المنورة+ أمير العقيق) بن طاهر بن يحي النسابة بن الحسن بن جعفر بن عبيد الله (الاعرج) بن الحسين (الأصغر) بن علي (زين العابدين) بن الحسين – – ابن أمير المؤمنين علي بن أبي طالب – –.
يذكر نسبه كبير علماء دولة بني خالد والأحساء – المعاصر له - الشيخ محمد بن عبد الله بن محمد فيروز آل بسام الوهبي التميمي الحنبلي وهو من العلماء المعروفين في نجد، وقد ولد سنة 1141هـ، وتوفي سنة 1216هـ (1801م)، وهو واحد من العلماء المعدودين الذي كانوا يستطيعون مخاطبة الخليفة العثماني مباشرة، وذلك في قصيدته التي قالها في رثاء حاكم مملكة المنتفق وشيخ مشائخ قبائلها الأمير ثويني بن عبد الله الشبيبي وذلك بعد اغتيال الأمير ثويني -رحمه الله- عام 1212 ه الموافق 1797م.. ونذكر منها هذه الأبيات:
وآل شبيب ذو المفاخر والعلا
ليوث الشرى أرجو بهم يدرك الثأر
ستبكيك منهم عصبة هاشمية
بسمر القنا والبيض أدمعها حمر

## تركيا وعجمي
أطلقت السلطات التركية اسم الشيخ «عجمي باشا السعدون» على شارع كبير في ولاية شانلي أورفة جنوب شرقي البلاد، تكريمًا لموقفه المناصر للخلافة العثمانية ودفاعه عنها ضد الإنكليزي إبان الحرب العالمية الأولى.
وتقول وثائق تاريخية إن العميل البريطاني «توماس إدوارد لورنس»، المشهور بـ«لورنس العرب»، عرض على «عجمي باشا» خيانة الأتراك مقابل تعيينه حاكمًا على العراق بعد انتهاء الحرب، لكن الأخير رفض بشدّة.
ووقف عجمي باشا إلى جانب الخلافة العثمانية ضد الإنكليز والفرنسيين، وانتقل من العراق إلى ماردين التركية عام 1920، وساهم بشكل كبير في تحرير أورفة، وتوفي في أنقرة يوم 29 أكتوبر/تشرين الأول من عام 1960م.
ويُروى عن عجمي باشا أن عمّه الدكتور عبد الإله سأله عندما كان لاجئا في أنقرة عن سر وقوفه مع العثمانيين في الحرب. فأجاب بأن الإنكليز كانوا غزاة كفارا. كيف أقف معهم ضد إخواني المسلمين العثمانيين والذين كانوا يعيشون معنا، نأكل ونصلي معهم؟ ذلك ضد تقاليدنا العربية وشيمنا الإسلامية. وكنا قد أقسمنا على القرآن بالولاء للخلافة.
ويقول الكاتب خالد القشطيني، في مقال سابق بصحيفة الشرق الأوسط السعودية، إن الأتراك قدّروا موقف عجي باشا المخلص فأحسنوا معاملته بينهم. وعندما توفاه الله، شيعوه في موكب عسكري مهيب، وأطلقوا عليه أمير الأمراء والصديق الوفي للشعب التركي. ودفنوه في مقبرة الشهداء. رحمه الله.
ويُضيف الكاتب: «لدى قراءتي لمذكرات عبد العزيز القصاب، وجدت أن رجال السعدون قاتلوا قتالا بطوليا ضد الإنكليز (...) وكان عبد العزيز قد التقاه في منفاه في أنقرة ودعاه للعودة للعراق. فقال له كيف أعود والإنكليز يحكمون البلاد وليس بيدي القوة لمحاربتهم».
وتُشير بعض الكتابات إلى أن ولاء عجمي باشا وقف مع العثمانيين لأنه مسلم والصراع كان بين مسلمين وصليبين، ولم يخن دينه ووطنه من أجل حفنة دولارات كما خانت قبائل وشيوخ معروفة.

## الجوارين والموقف من عجمي باشا
لما سارت الباخرتان بالميرة والمؤونة إلى المائعة لإنجاد سعدون باشا وإذلال العشائر المعادية له تحقق هؤلاء الأعراب أن الحكومة تذب عن حياضه انتصاراً له. فتجمهرت حينئذٍ جميع العشائر وهي: البدور، وال غزي، والجوارين، والعساكرة، والحسينات، وال ازيرق، وسائر أعراب الشامية وغيرهم وأحاطوا بالناصرية إحاطة السوار بالمعصم وأمطروا على السعدون ومن معه رصاصا حاميا داويا وما زالوا على هذا الفتك حتى وصلوا إلى ديار الصابئة (الصبة) فاحرقوا البيوت ونهبوا الأموال.
ولما بلغوا خان (أبو ليرة) داخل مركز الناصرية اتخذوه حصناً لهم. فلما رأى الأهالي هذا المشهد أيقنوا بالهلاك ولهذا أوفدوا إلى المحاصرين جمعاً من أكابرهم يسألون عما يريدون من عملهم هذا. فأجابوهم انهم يريدون إكراه سعدون على الخروج من الناصرية وإلا فهم مصرون على نهب الناصرية وإتلافها وقتل من فيها على أخرهم.
والظاهر انهم لا يرجعون عن عزمهم لأنهم أقاموا جماعة منهم على محل من نهر الفرات يقال له (أبو جداحة) هو مشرف (مسلط) عل الناصرية حتى انه إذا كسر مقدار شبر من سدته غرقت الناصرية بأسرها. وكان قصدهم إغراقها بعد نهبها وقتل أهلها وإحراقها. وحينئذ أعطوهم هدنة (عطوة) ثلاثة أيام ليخرجوا في مدتها سعدون باشا من الناصرية.
واتفق انه في اليوم الثاني قام أحد رؤساء المركز وهو السيد زيدان ليبني منافذ الطرق والأزقة فظنت العشائر الهاجمة إنها حيلة ومكيدة فثاروا ثانية ثورة عظيمة ودخلوا مركز اللواء ونهبوا الديار وقتلوا من الأهالي نحو ثلاثين نفساً وقتل من العسكر عشرة رجال، وأما الأعراب فقتل منهم نحو عشرين نفساً.
وفي اليوم الثالث أكرهت الحكومة سعدون على الخروج من مقره فخرج ذليلا بحماية آل إبراهيم وأوصل إلى محل مزيد باشا ابن عمه فهو الآن عنده كالمستجير به.
ولا زالت الحرب على ساق لان المتصرف أمر بحبس (نجيدي) من آل جاسم زاعماً انه سبب هذه الفتنة، والعشائر تريد إطلاقه كما تريد إخراج السيد زيدان من الناصرية لأنه من خواص سعدون.
وطريق الناصرية يكاد يكون الآن مقطوعا ولا يجسر أحد على أن يمر به لكثرة إطلاق الرصاص فيه.
ومن أشد ما يروى بخصوص التنكيل أن قوماً من آل ازيرق قبضوا على جنديين من عساكر الحكومة ودفنوهما إلى صدريهما وجاء الأعراب يعذبونهما أنواع العذاب وهما يستغيثان بكل مارٍ بهما.
وكان في نية الحكومة أن تجهز أربعة طوابير لحل هذه المشكلة التي وقعت بين السعدون وأعدائه. وفي الآخر اكتفت بإيفاد وفد من أمراء العساكر والضباط ومن موظفي الملكية تسمى (الهيئة التحقيقية والإجرائية) لإصلاح ذات البين فعسى أن تكون النتيجة حسنة حقناً للدماء وحباً بالأمن والسلام.